# Fortaleza General Artigas

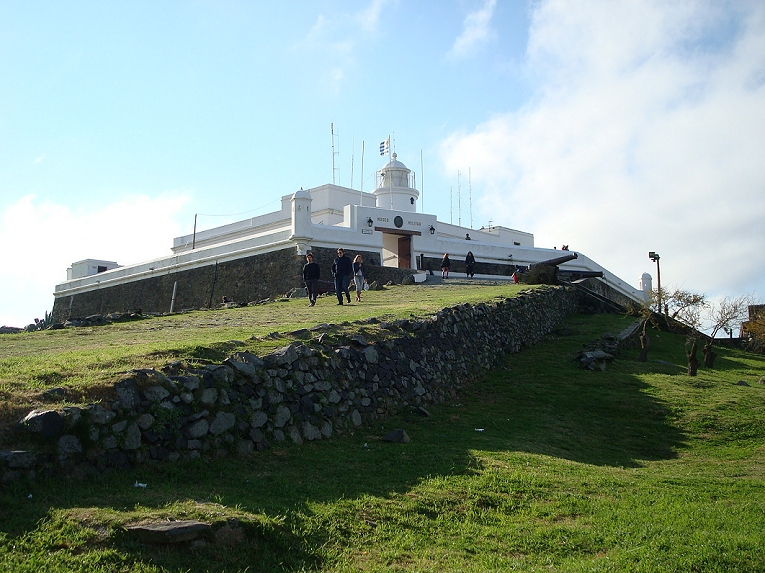
Fortaleza General Artigas, Uruguai.

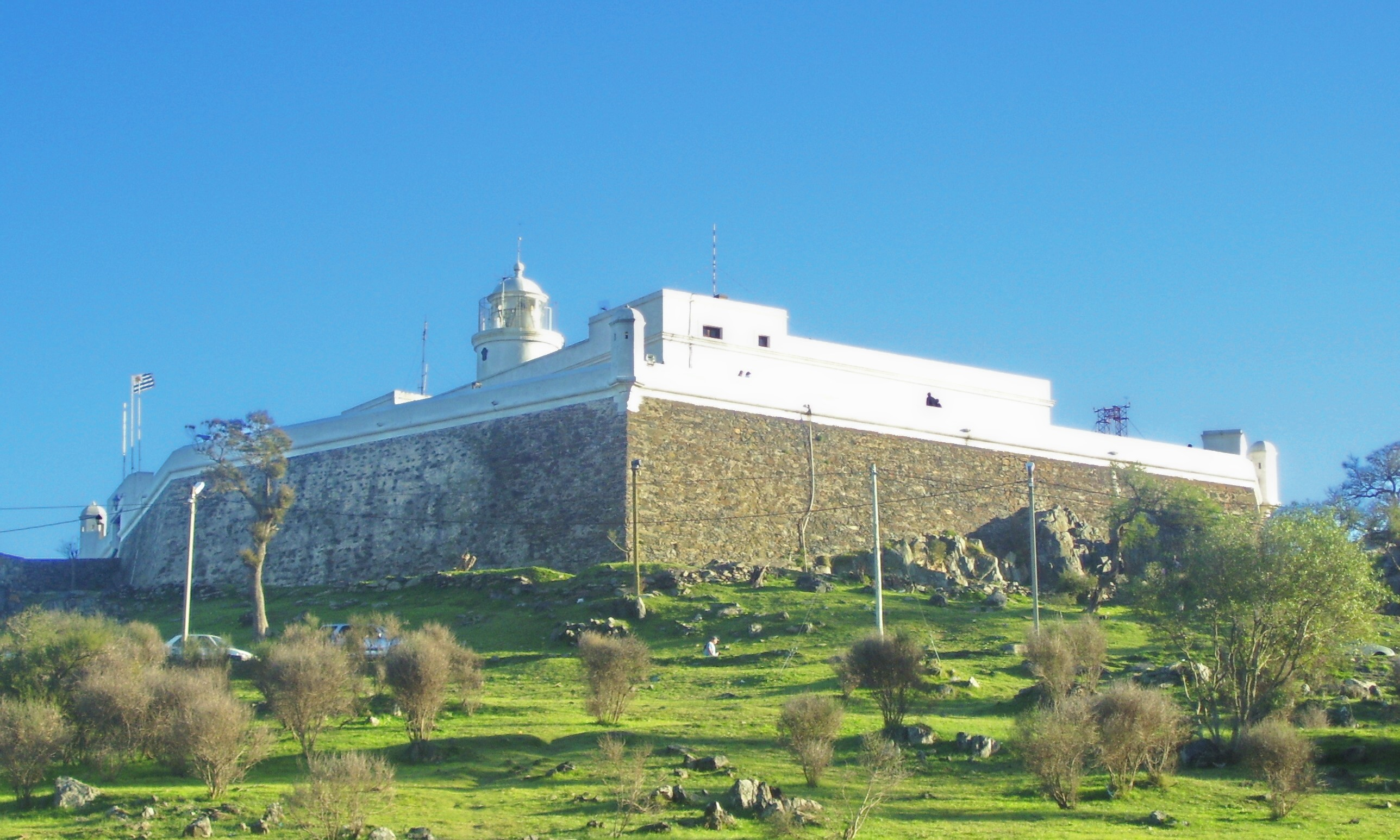
Fortaleza General Artigas.

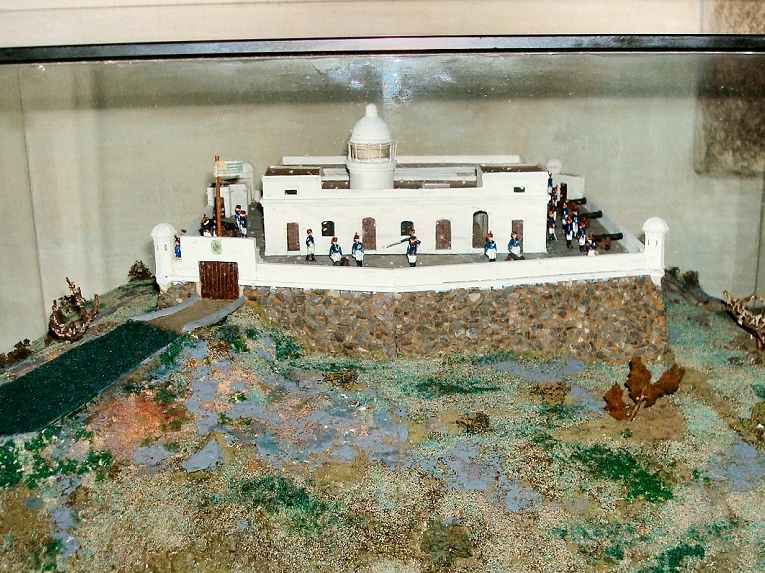
Fortaleza General artigas: maquete.

A Fortaleza General Artigas, popularmente conhecida como Fortaleza del Cerro ou Fuerte del Cerro, localiza-se na cidade e Departamento de Montevidéu, no Uruguai.
Em posição dominante sobre o monte mais elevado da região (popularmente denominado como El Cerro, (Cerro de Montevidéu) na altitude de 132 metros acima do nível do mar, no lado oposto da baía), tinha como função a defesa da povoação e seu porto, à margem esquerda do rio da Prata. Trata-se da última fortificação espanhola construída no Uruguai. 

## História

### Antecedentes
Desde 1680, com o primeiro estabelecimento da Colônia do Sacramento por tropas portuguesas oriundas da então Capitania do Rio de Janeiro, iniciou-se a disputa pela posse da margem esquerda do rio da Prata, superando-se o disposto no Tratado de Tordesilhas (1494). Após idas e vindas, militares e diplomáticas, conduzidas por ambas as Coroas, por volta de 1723, tropas portuguesas, sob o comando de Manuel de Freitas da Fonseca, principiam um novo estabelecimento na baía de Montevidéu. Em resposta, uma expedição oriunda de Buenos Aires, organizada pelo Governador e Capitão General do Rio da Prata, D. Bruno Mauricio de Zabala, expulsou essas tropas no ano seguinte, arrasando o estabelecimento. Visando prevenir futuras incursões, foi iniciado o povoamento espanhol do local, a princípio com seis famílias provenientes de Buenos Aires, às quais se juntaram, posteriormente, outras famílias, trazidas das Ilhas Canárias. A cidade foi, desse modo, fundada em 24 de Dezembro de 1726, denominando-se San Felipe y Santiago de Montevideo, vindo a converter-se no principal porto do Vice-reinado do Prata.
Datam deste contexto os primeiros projetos para a sua fortificação, da autoria do engenheiro militar Domingo Petrarca, de 1724 a 1727, visando implantar um vasto complexo fortificado semelhante ao Cartagena das Índias. De acordo com as Leis das Indias, a cidade recebeu planta ortogonal, tendo sido cercada de muralhas abaluartadas em todo o seu perímetro, convertendo-a em uma respeitável Praça-forte. A chamada Ciudadela localizava-se no lado Oeste da atual Praça da Independência, na Cidade Velha. No cimo da elevação do Cerro foi erguido um pequeno forte, sob a invocação de São Miguel (Fuerte de San Miguel).

### A fortificação setecentista
Alguns autores afirmam que em 1781, foi estabelecida uma vigia no local, com a função de observação daquele trecho da costa.
A 3 de fevereiro de 1807, tropas britânicas sob o comando do general Sir Samuel Auchmuty e do almirante Sir Charles Stirling ocuparam Montevidéu, que seria libertada a 9 de setembro do mesmo ano, após a rendição de John Whitelocke diante das milícias combinadas de orientais e de argentinos oriundos de Buenos Aires. Posteriormente, na seqüência das lutas pela Independência da América Espanhola, na revolucão de Maio de 1810 e durante o levante revolucionário das Províncias do Rio da Prata, Montevidéu se manteve fiel às autoridades espanholas.
Foi nesse contexto que se construiu o Fuerte del Cerro,  iniciado em 1809, com o objetivo de proteger o farol recém-construído no local (que se eleva a 148 metros acima do nível do mar), e de reforçar as defesas da cidade após a invasão britânica de 1807. Com projeto do engenheiro militar José del Pozo, a fortificação foi concluída em 1811, ainda sob o governo espanhol de Francisco Javier de Elío.
Montevidéu foi conquistada por tropas portuguesas sob o comando de Carlos Frederico Lecor em 1817, vindo a tornar-se capital da Província Cisplatina em 1821, às vésperas da Independência do Brasil, quando passou a integrar os domínios do novo país (1822).

### Da Independência aos nossos dias
Com a Independência do Uruguai, Montevidéu passou a ser capital da República Oriental del Uruguay (1828).
No contexto da Guerra contra Oribe e Rosas (1850-1852), em virtude do Tratado de Aliança Ofensiva e Defensiva, assinado a 29 de Maio de 1851, entre o Império do Brasil, a República do Uruguai e a Província argentina de Entre-Rios, este forte, na capital uruguaia, foi guarnecido por 300 soldados brasileiros do 6º Batalhão de Caçadores.
Em 1882, a fortificação foi rebatizada como Fortaleza General Artigas, em homenagem a José Gervasio Artigas (1764-1850), herói da independência do país.
Após sobreviver ao terremoto de 1888, mas perdida a sua função militar, já no século XX a fortificação foi desativada, sofrendo uma primeira intervenção de restauro (1930), vindo a ser considerada como Monumento Histórico Nacional no ano seguinte, até vir a se converter em espaço museológico, em 1939, com projeto do historiador uruguaio Horacio Arredondo.
Atualmente abriga um museu de armamentos (Museo Militar Fortaleza General Artigas) e uma exposição sobre a história militar do Uruguai, aberta diariamente, de terça a domingo.
Em 06/07/2014 a informação pública era de que o museu está fechado, que as instalações retornaram às restrições e funções militares e as visitas não são mais permitidas. 